# Victor Jensen
Victor Christofer Jensen (Hvidovre, 8 febbraio 2000) è un calciatore danese, centrocampista dell'Utrecht.

## Caratteristiche tecniche
È un centrocampista offensivo con un baricentro basso,abile palla al piede e nella conclusione in porta.Può ricoprire all'occorrenza anche il ruolo di esterno d'attacco ma predilige e spicca nel ruolo di trequartista. 
Nel 2017 è stato inserito nella lista di The Guardian tra i migliori 60 talenti della sua generazione.

## Carriera

### Club
Ajax e vari prestiti
Acquistato dall'Ajax a 17 anni, dopo i primi mesi con la formazione Under-19 viene promosso nella squadra riserve con cui debutta in Eerste Divisie il 12 gennaio 2018 in occasione dell'incontro perso 2-1 contro il Fortuna Sittard; il 12 dicembre 2020 debutta in prima squadra giocando il match di Eredivisie vinto 4-0 contro il PEC Zwolle. Nel gennaio seguente viene ceduto in prestito in patria al Nordsjælland.
Il 1º marzo 2022 passa al Rosenborg con la medesima formula. La sua miglior stagione in prestito dove segna 5 goal e serve 5 assist in 28 presenze nella Eliteserien.
Utrecht
Il 31 Gennaio 2023 si trasferisce a titolo definitivo all'Utrecht,con cui firma un contratto valido fino al 30 Giugno 2026. Diventa un titolare nella stagione 2023-2024 dove segna 8 goal e 3 assist in 33 presenze tra Eredivisie e coppe.

### Nazionale
Nel 2021 viene convocato dalla nazionale under-21 per il campionato europeo di categoria.

## Statistiche
Statistiche aggiornate al 25 marzo 2021.

### Presenze e reti nei club
| Stagione        | Squadra         | Campionato      | Campionato | Campionato | Coppe nazionali | Coppe nazionali | Coppe nazionali | Coppe continentali | Coppe continentali | Coppe continentali | Altre coppe | Altre coppe | Altre coppe | Totale | Totale | Totale |
| Stagione        | Squadra         | Comp            | Pres       | Reti       | Comp            | Pres            | Reti            | Comp               | Pres               | Reti               | Comp        | Pres        | Reti        | Pres   | Reti   |        |
| --------------- | --------------- | --------------- | ---------- | ---------- | --------------- | --------------- | --------------- | ------------------ | ------------------ | ------------------ | ----------- | ----------- | ----------- | ------ | ------ | ------ |
| 2017-2018       | Jong Ajax       | 1D              | 3          | 1          |                 | -               | -               |                    | -                  | -                  |             | -           | -           | 3      | 1      |        |
| 2018-2019       | Jong Ajax       | 1D              | 20         | 1          |                 | -               | -               |                    | -                  | -                  |             | -           | -           | 20     | 1      |        |
| 2019-2020       | Jong Ajax       | 1D              | 12         | 5          |                 | -               | -               |                    | -                  | -                  |             | -           | -           | 12     | 5      |        |
| 2020-feb. 2021  | Jong Ajax       | 1D              | 14         | 4          |                 | -               | -               |                    | -                  | -                  |             | -           | -           | 14     | 4      |        |
| 2020-feb. 2021  | Ajax            | ED              | 1          | 0          | CO              | 0               | 0               | UCL                | 0                  | 0                  |             | -           | -           | 1      | 0      |        |
| feb.-giu. 2021  | Nordsjælland    | SL              | 9          | 1          | CD              | 0               | 0               |                    | -                  | -                  |             | -           | -           | 9      | 1      |        |
| Totale carriera | Totale carriera | Totale carriera | 59         | 12         |                 | 0               | 0               |                    | 0                  | 0                  |             | -           | -           | 59     | 12     |        |